# Högstadielärare
Högstadielärare var i Sverige åren 1968-1988 en lärare som undervisade på den svenska grundskolans högstadium. Under denna period hade högstadie- och gymnasielärare samma utbildning och de hade den formella titeln adjunkt.
Efter 1988 fanns en lärarutbildning motsvarande skolår fyra till nio. Sedan 2001 utbildas motsvarande lärarkategori inom lärarprogrammet med inriktning mot grundskolans senare år. Utbildningen är fyra och ett halvt år.